# Доња Брда
Доња Брда је насељено мјесто у граду Горажду, Босна и Херцеговина.

## Становништво
|             | 2013.      | 1991.        | 1981.        | 1971.        |
| Укупно      | 7 (100,0%) | 45 (100,0%)  | 62 (100,0%)  | 95 (100,0%)  |
| Бошњаци     | 7 (100,0%) | 45 (100,0%)1 | 60 (96,77%)1 | 87 (91,58%)1 |
| Југословени | –          | –            | 2 (3,226%)   | –            |
| Остали      | –          | –            | –            | 8 (8,421%)   |

1. 1 На пописима од 1971. до 1991. Бошњаци су пописивани углавном као Муслимани.